# Leslie van Rompaey
Leslie A. Van Rompaey Servillo (Montevideo, 21 de diciembre de 1946) es un magistrado uruguayo, miembro de la Suprema Corte de Justicia de su país entre los años 2002 y 2012.

## Biografía
Graduado como abogado en 1975, ese mismo año ingresó al Poder Judicial como juez de paz en el departamento de Colonia. Al año siguiente pasó a ser juez de paz en Cerro Largo. En 1977 ascendió a Juez Letrado, cargo que desempeñó en Rivera (1977-1978), Florida (1978-1979), y Maldonado (1979-1980). En 1980 pasó a cumplir funciones en Montevideo, primero brevemente como Juez de Instrucción (en materia penal) y luego como Juez Letrado en lo Civil de 14.º Turno.
En agosto de 1986 fue ascendido al cargo de ministro del recién creado Tribunal de Apelaciones en lo Civil de 5.º Turno. Permaneció en dicho cargo durante más de quince años, convirtiéndose en el ministro más antiguo de los Tribunales de Apelaciones del país. 
En tal carácter, al producirse el cese del ministro de la Suprema Corte de Justicia Juan Mariño Chiarlone en noviembre de 2001, y una vez transcurridos 90 días de vacancia del cargo, sin producirse designación de nuevo ministro por la Asamblea General (Poder Legislativo), Van Rompaey quedó automáticamente designado, por disposición constitucional, como integrante del máximo órgano jurisdiccional de la República, en el mes de febrero del año 2002.
Durante el año 2004 desempeñó el cargo de Presidente de la Corte, en el que fue sucedido el 1 de febrero de 2005 por Daniel Gutiérrez. Nuevamente en 2011 asume la Presidencia del máximo órgano judicial uruguayo.
En febrero de 2012 cesó en su cargo como integrante de la Suprema Corte de Justicia, al alcanzar el límite constitucional de diez años en el desempeño de dicho cargo.